# Komondor
 (octobre 2023).
Si vous disposez d'ouvrages ou d'articles de référence ou si vous connaissez des sites web de qualité traitant du thème abordé ici, merci de compléter l'article en donnant les références utiles à sa vérifiabilité et en les liant à la section « Notes et références ».
Le komondor est une race de chiens de grande taille, rare en France (moins de 200 sujets). De la famille des chiens de berger, il est en fait un protecteur de troupeau au même titre que le chien de montagne des Pyrénées ou patou. C’est-à-dire que son rôle au sein du troupeau n'est pas de diriger les bêtes, mais de monter la garde et de les défendre contre les loups, ours, chiens errants et intrus.

## Origines
Issu probablement de races asiatiques, il aurait été amené voilà plus de mille ans, par les tribus magyars dans les plaines de Hongrie. Le komondor à l'origine assurait la protection des troupeaux contre les prédateurs (loups et ours).  En effet, son long pelage épais et bouclé s'avérait une protection efficace contre les crocs et les griffes de ces prédateurs naturels de troupeaux.
Le nom « komondor » vient probablement de gumandur, formé du suffixe -dur des langues turques et du nom des Coumans, un peuple aujourd'hui disparu de cavaliers nomades venus d'Asie centrale et installé en Hongrie au XIIIe siècle.
En 2011, sous le gouvernement de Viktor Orbán a été adoptée en Hongrie une taxe sur les chiens dont le komondor est exempté au motif d'être « de race hongroise », au sens de la Grande Hongrie, bien qu'étant reconnu responsable d'un grand nombre de morsures,.

## Comportement
Hors troupeau, il garde cet instinct de protection, s'attache fortement à son maître et surveille une propriété. Il prend rapidement conscience des limites de son environnement, et sait toujours trouver l'endroit pour surveiller efficacement tout en se reposant. Il se repose d'ailleurs souvent mais sait être vif et joueur. Il a besoin d'espace et ne saurait être heureux dans un appartement.
D'un gabarit puissant, ne reculant devant rien, il repousse ne serait-ce que par sa prestance impressionnante et son grognement sourd et dissuasif.
Intelligent, il reconnaît rapidement les proches de son maître et sait leur faire bon accueil. Les enfants sont souvent impressionnés par le gabarit du chien au premier contact, mais le komondor sait se faire accepter et se faire apprécier. Il aime les enfants et les protège.
Le maître doit vraiment être maître de son chien dans tous les sens du terme. Le komondor est un chien qui s'éduque et se sociabilise dès la naissance. Ce travail est commencé par l'éleveur et doit être pris en charge par tout nouveau propriétaire.
Le mâle est un chien qui atteint les 80 kilos, la femelle 60 ; ils sont confiants et d'une puissance impressionnante.
Le komondor ressemble à un gros mouton dont on aurait méticuleusement défrisé la toison. Il ne faut pas le confondre avec le puli qui est de plus petite taille.